# Tetragnatha extensa
Tetragnatha extensa este o specie de păianjeni din genul Tetragnatha, familia Tetragnathidae. A fost descrisă pentru prima dată de Linnaeus, 1758.

## Subspecii
Această specie cuprinde următoarele subspecii:
- T. e. brachygnatha
- T. e. contigua
- T. e. maracandica
- T. e. pulchra

## Galerie

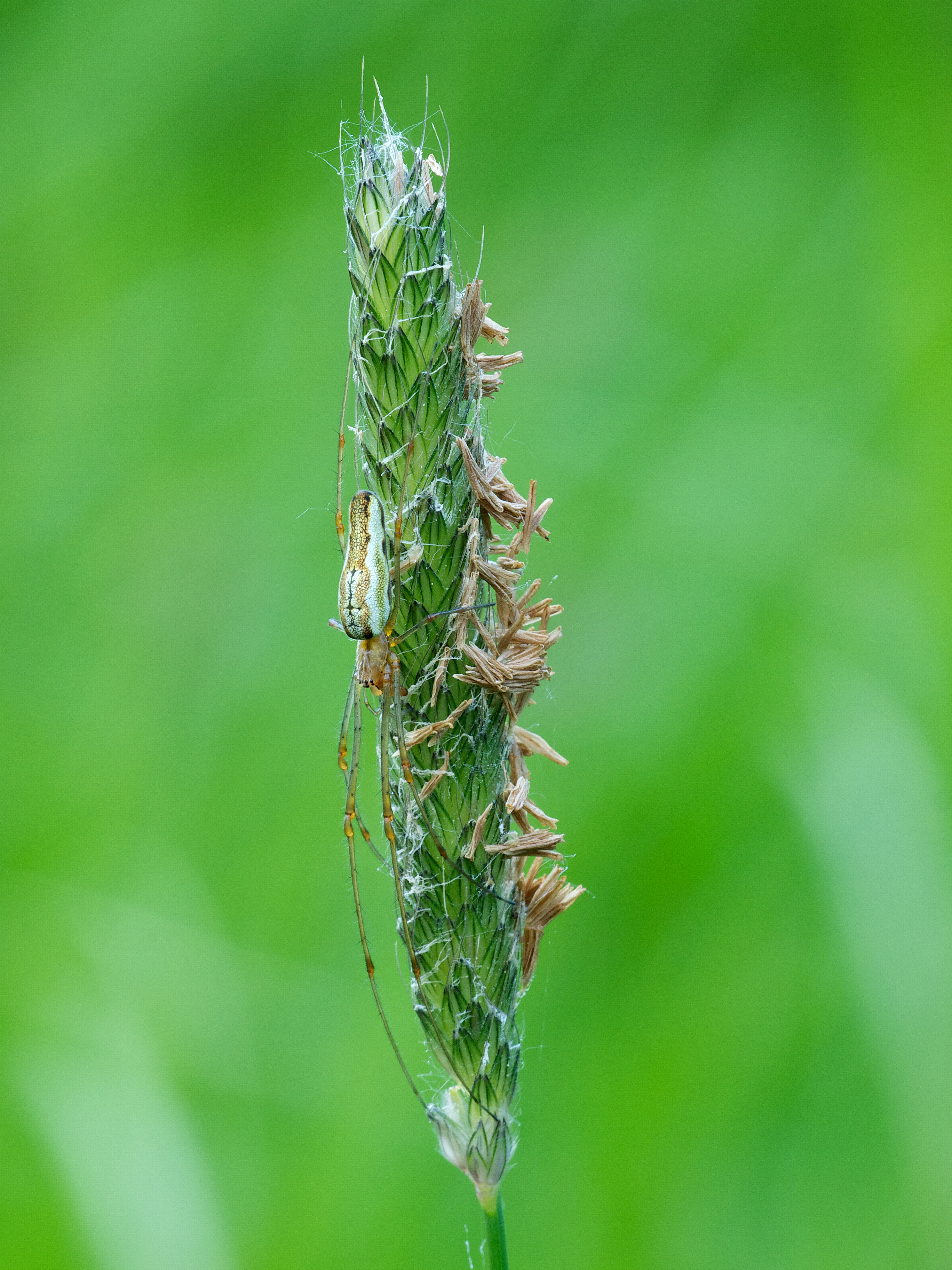
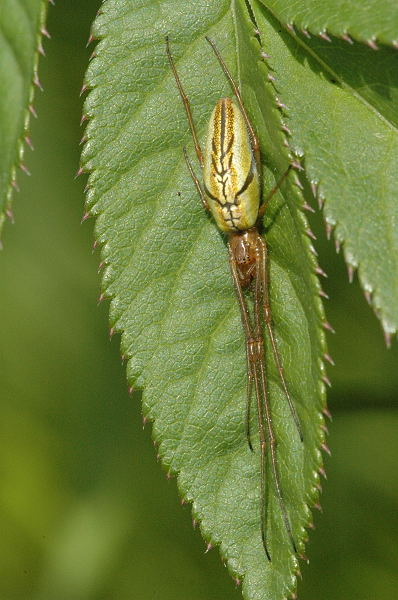
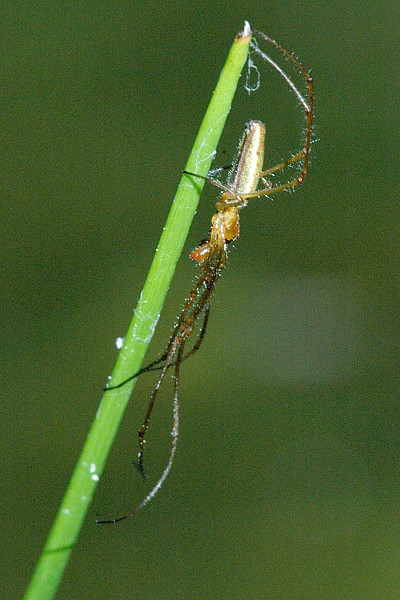